# Cixi (città)
Cixi è una città-contea della Cina, situata nella prefettura di Ningbo, nella provincia dello Zhejiang, affacciata sul Mar Giallo.
Il ponte della Baia di Hangzhou, lungo 35 673 m, collega Cixi a Jiaxing.